# Sistema Clube de Comunicação
O Sistema Clube de Comunicação é um conglomerado de mídia brasileiro e detém as emissoras de televisão e emissoras de rádio, entre outras empresas nos setores de comunicação.
Está localizado na cidade de Ribeirão Preto e também na cidade de São Carlos, ambas em São Paulo.

## Empresas

### Televisão
- TV Clube

### Rádio
- - 91 FM Sertaneja
  - Clube FM
  - Mix FM São Carlos [5]